# Toško Čelo
Toško Čelo este o localitate din comuna Ljubljana, Slovenia, cu o populație de 22 de locuitori.